# Liparis anopheles
Liparis anopheles är en orkidéart som beskrevs av Jeffrey James Wood. Liparis anopheles ingår i släktet gulyxnen, och familjen orkidéer. Inga underarter finns listade i Catalogue of Life.